# 굿 파트너 무적의 변호사
《굿 파트너 무적의 변호사》(일본어: グッドパートナー 無敵の弁護士 グッドパートナー むてきのべんごし[*])는 2016년 4월 21일부터 6월 16일까지 매주 목요일 21:00 ~ 21:54에, TV 아사히 계열의 〈목요드라마〉 시간대에서 방송된 일본의 텔레비전 드라마이다. 주연은 타케노우치 유타카.

## 개요
기업 법무 전문 변호사를 그리는 드라마.

## 캐스트
- 사키사카 켄토 - 타케노우치 유타카
- 나츠메 요시에 - 마츠유키 야스코
- 아타미 유사쿠 - 카쿠 켄토
- 아카호시 겐 - 야마자키 이쿠사부로
- 네코타 준이치 - 스기모토 텟타
- 죠노우치 마리 - 바바조노 아즈사 (아지안)
- 모기 사토미 - 오카모토 아즈사
- 아사오카 리에코 - 미야지 마사코
- 시마타니 료코 - 미야자키 카렌
- 츠쿠모 오사무 - 오오쿠라 코지
- 진구지 카즈히코 - 쿠니무라 준

## 스태프
- 각본 - 후쿠다 야스시
- 음악 - 하야시 유키
- 주제가 - 히라이 켄 〈Plus One〉 (아리오라 재팬)
- 감독 - 모토하시 케이타, 타무라 나오키
- 제너럴 프로듀서 - 쿠로다 테츠야, 미와 유미코
- 제작 협력 - 애즈버즈
- 제작 - TV 아사히

## 방송 일자
| 각 화                                                       | 방송일          | 부제                                                 | 감독            | 시청률 |
| ----------------------------------------------------------- | --------------- | ---------------------------------------------------- | --------------- | ------ |
| 제1화                                                       | 2016년 4월 21일 | 포기하지 않는 전 부부 최강 콤비 무법자의 승리 속임수 | 모토하시 케이타 | 12.9%  |
| 제2화                                                       | 4월 28일        | 대역전 열쇠는 300장의 영수증                         | 모토하시 케이타 | 9.9%   |
| 제3화                                                       | 5월 5일         | 대승부 생존을 건 싸움                                | 타무라 나오키   | 10.5%  |
| 제4화                                                       | 5월 12일        | 때려 부순다! 인연의 부모 자식 배틀!!                 | 타무라 나오키   | 11.1%  |
| 제5화                                                       | 5월 19일        | 용서하지 않아! 최저 남자에게 사죄 요구!!             | 모토하시 케이타 | 9.1%   |
| 제6화                                                       | 5월 26일        | 내가 구한다!! 차금 3억에서 대역전                    | 츠네히로 죠타   | 9.3%   |
| 제7화                                                       | 6월 2일         | 온천 폭발!? 불합리한 적에 이기다!                    | 타무라 나오키   | 11.7%  |
| 제8화                                                       | 6월 9일         | 오늘 밤 결착!! 3억을 둘러싼 법정 대결                | 모토하시 케이타 | 11.5%  |
| 최종화                                                      | 6월 16일        | 최종 결전 전 부부, 궁극의 선택                       | 모토하시 케이타 | 10.3%  |
| 평균 시청률 10.7% (시청률은 칸토 지구·비디오 리서치사 조사) |                 |                                                      |                 |        |

## 같이 보기
- 법률 사무소